# Елизавета Польская
Елизавета Польская, Елизавета Локотковна (пол. Elżbieta Łokietkówna,венг. Piast Erzsébet; 1305, неизвестно — 29 декабря 1380, Буда) — третья супруга короля Венгрии Карла Роберта, в период с 1370 по 1375 год была регентом Польского королевства. Сестра Казимира III, последнего короля Польши из династии Пястов, и мать Людовика Великого, владевшего коронами как Венгрии, так и Польши.

## Детство
Елизавета была дочерью польского короля Владислава Локотка и Ядвиги Болеславовны. В момент рождения Елизаветы её семья скрывалась в изгнании от преследований сторонников Вацлава II и его юного сына Вацлава III, занимавшего в тот момент польский трон. После смерти Вацлава II в 1305 году и гибели через год Вацлава III, отец Елизаветы смог вернуться на родину и занять польский трон.

## Замужество
6 июля 1320 года Елизавета вышла замуж за Карла Роберта, короля Венгрии из Анжуйской династии. Елизавета стала его третьей женой. Первые две жены короля, Мария Бытомская и Беатриса Люксембургская, умерли не оставив Карлу Роберту сыновей. Историки расходятся во мнении, кто был матерью двух дочерей короля, Екатерины и Елизаветы. Некоторые считают, что их матерью была первая жена Карла Роберта Мария; некоторые, что их, также как и сыновей, родила королю Елизавета. Брак привёл к заключению альянса между Польшей и Венгрией.
У Карла Роберта и Елизаветы родилось пять сыновей (двое первых умерли в детстве) и, возможно, две дочери.
- Карл (1321, умер ребёнком)
- Владислав (1324, умер ребёнком)
- Людовик (1326)
- Андрей (1327)
- Стефан (1332)

Старший из выживших сыновей Людовик наследовал престолы Венгрии и Польши и вошёл в историю под прозвищем «Великий», Андрей получил руку королевы Неаполя Джованны и титул герцога Калабрии, но был убит в результате дворцовых интриг. Младший сын Елизаветы Стефан получил титул герцога Славонии и выполнял функции королевского наместника в Трансильвании, Славонии, Далмации и Хорватии.

## Женитьба сына

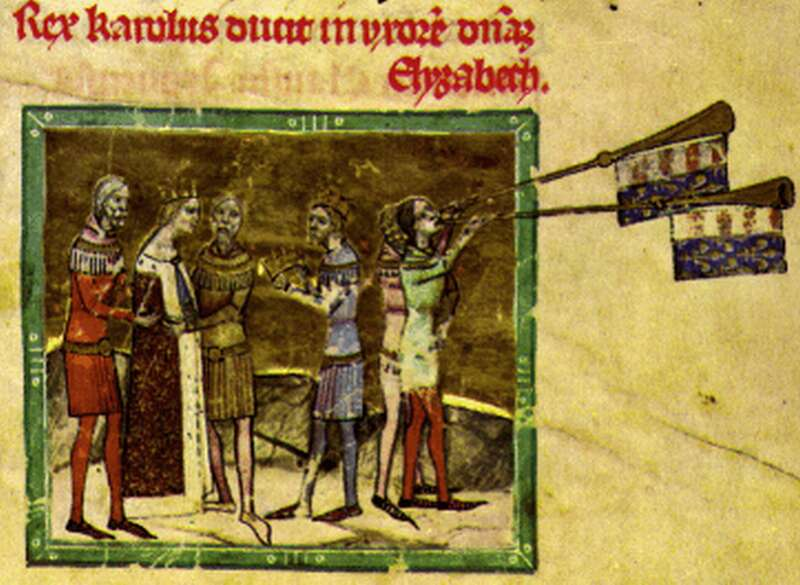
Свадьба Елизаветы и Карла Роберта. XIV век

Елизавета Польская приняла деятельное участие в подборе невесты для своего старшего сына и наследника. В 1342 году состоялась свадьба Людовика с Маргаритой, дочерью императора Карла IV. Поскольку невесте в момент свадьбы было только семь лет, а ещё через семь лет она умерла, брак остался бездетным.
В том же 1342 году скончался Карл Роберт, 16-летний Людовик взошёл на венгерский трон. В первые годы правления юный король во всём полагался на советы матери. После смерти первой жены короля, в качестве новой кандидатуры в невестки Елизавета выбрала свою тёзку, Елизавету Боснийскую, дочь бана Боснии Стефана II Котроманича. Она была приглашена в Буду и после трёх лет её жизни при венгерском дворе в 1353 году состоялась свадьба. От брака Людовика и Елизаветы Боснийской родилось четыре дочери, две умерли в детстве, а две — Мария и Ядвига стали королевами Венгрии и Польши соответственно.

## Польское регентство и смерть
После того, как брат Елизаветы польский король Казимир III в 1370 году умер, не оставив сыновей, Людовик стал наследником также и польской короны, как старший сын сестры умершего короля. Сразу после своей коронации в Польше, Людовик вернулся в Венгрию, оставив в Польше свою мать выполнять обязанности регента. Польша была для Людовика чужой страной, кроме того, это был благовидный предлог удалить мать от венгерского двора, где её сильное влияние тяготило короля. Елизавета не возражала вернуться в родное королевство, но её регентство оказалось неудачным, несмотря на её польское происхождение. В 1375 году против Елизаветы сложился заговор, поляки убили 160 венгерских телохранителей королевы, после чего Елизавета была вынуждена бежать в Венгрию. Людовик расправился с заговорщиками, и укрепил свою власть в обоих королевствах за счёт власти матери.
Последние годы жизни Елизавета провела в монастыре около Буды. Умерла 29 декабря 1380 года.